# مونتالتو بافيسي (بافيا)
مونتالتو بافيسي (بالإيطالية: Montalto Pavese)‏ هي بلدة تقع في مقاطعة بافيا بإقليم لومبارديا في شمال إيطاليا. تبلغ مساحة هذه المدينة 19.1 (كم²)، وترتفع عن سطح البحر م، بلغ عدد سكانها 941 نسمة في عام 2004 حسب إحصاء المعهد الوطني للإحصاء.

## السكان
في سنة 1861 بلغ عدد السكان 1٬445 نسمة، وتطور العدد ليصل في سنة 2011 لـ 924 نسمة.
يظهر هذا المخطط البياني تطور النمو السكاني لـ مونتالتو بافيسي (بافيا)